# Scribus
Scribus（/ˈskraɪbəs/）是一款自由開源的桌面排版（DTP）軟體，是一個以GNU通用公共許可證發布的自由軟件。提供Linux、Unix、Mac OS X、OS/2以及微軟Windows上運行的原生版本。它以其廣泛的頁面佈局功能堪比於其他非自由應用程序，如PagePlus、QuarkXPress和Adobe InDesign。
Scribus靈活的佈局和排版，並有編寫檔案專業品質圖像設置設備的能力。該軟體也可以創建動畫和互動的PDF圖像和形式。示例使用包括撰寫小報紙、小冊子、簡報、海報和書籍。
Scribus於2009年1月18日透過flesbooks.com出版官方指導書。

## 特性
Scribus 支持大多數主要的圖像格式。專業的字型／圖像設置功能包括CMYK顏色和ICC色彩管理。以C++寫編的，使用Python為內置腳本。同時也有超過24種語言的國際化支援。
印刷實現是由其自身內部的第3級PostScript驅動程序，包括支持字體嵌入和TrueType的sub-setting、Type 1和OpenType字體。內部驅動程序完整支持2級的PostScript結構和一個大的3級結構的subset。

## 外部連結
- Scribus Website（页面存档备份，存于）
- Portable version
- Scribus Screencast Video Tutorial at showmedo

### 文章
- 自由軟體鑄造場電子報刊載的文章
  - 開放源碼桌面排版軟體 Scribus（1）
  - 開放源碼桌面排版軟體 Scribus (2)
  - 用自由軟體 Scribus 來輸出文件（1）-基本操作
  - 用自由軟體 Scribus 來輸出文件（2）-製作大富翁棋盤
  - 用自由軟體 Scribus 來輸出文件（3）-製作活動海報及手冊
  - 用自由軟體 Scribus 來輸出文件（4）- 製作模板並轉為 PDF 輸出
  - 用自由軟體 Scribus 來輸出文件（5）- 文字應用
- Linux Magazine article series: Linux for Layout
  - Part 1：A Linux Newspaper — Professional layout in Linux with Scribus
  - Part 2：Desktop publishing in Linux — Professional typography and layout with Scribus
  - Part 3：Desktop publishing in Linux — Putting the finishing touches on our Scribus Linux newspaper
- Scribus: Open Source Desktop Publishing（页面存档备份，存于）
- Small-business forms using Scribus and PDF
- A short Scribus PDF manual by Scot Blades, with source materials available
- Desktop publishing with Writer and Scribus
- 使用 Scribus 进行开源桌面出版（页面存档备份，存于）